# Crauatamyces
Crauatamyces — рід грибів. Назва вперше опублікована 1944 року.

## Класифікація
До роду Crauatamyces відносять 1 вид:
- Crauatamyces eupatorii